# Roeselia micropecta
Roeselia micropecta är en fjärilsart som beskrevs av Dyar 1914. Roeselia micropecta ingår i släktet Roeselia och familjen trågspinnare. Inga underarter finns listade.